# Edessena
Edessena (лат.) — род чешуекрылых из подсемейства совок-пядениц.

## Распространение
Распространены в Маньчжурской области Палеарктики и в Ориентальной области.

## Описание
Размах крыльев превышает 38 мм. Перевязи на крыльях тёмные, неясные. Подкраевая линия передних крыльев неясная тёмная, иногда со светлыми точками. У самцов щупик пормальный длинный, не достигает, будучи загнутым назад, основания головы.

## Систематика
В составе рода:
- Edessena formosensis Strand 1920
- Edessena gentuisalis Walker 1859
- Edessena hameda Felder 1872-1874